# Бельчаки
Бельчаки (укр. Більчаки) — село в Сосновской поселковой общине Ровненского района Ровненской области Украины.
До 2020 года входило в Березновский район.
Население по переписи 2001 года составляло 354 человека. Почтовый индекс — 34655. Телефонный код — 3653. Код КОАТУУ — 5620486602.